# 田中祐樹
枚方兄さん（ひらかた にいさん、1981年5月30日 - ）は、日本のプロレスラー。本名と前リングネームは田中 祐樹（たなか ゆうき）。

## 経歴
- 大学生の頃に石倉正徳が主宰している格闘技道場「石倉道場」に入門。
- 2004年、大阪プロレスに入門。
- 同年、怪我をしたことにより、大阪プロレスを退団。
- 同年、石倉道場に再入門。
- 2007年2月11日、泉州力の自主興行「ど真ん中プロレス」に参戦して対石倉正徳戦でデビュー。
- 2010年4月、石倉が沖縄プロレスに移籍ならび移住したことにより、石倉道場が娯楽格闘技サークル「ISHIDO」として残された道場生と共に運営することになった。
- 2021年9月5日、道頓堀プロレスに入団。
- リングネームを「枚方兄さん」にする。

## 得意技
枚方スプラッシュ
技名は地元大阪府枚方市が由来。
枚方カッター
仰向けになった相手の上半身を起こしたあと助走して相手の胸にジャンピング式のPKを仕掛ける。技名は田中の地元大阪府枚方市が由来。
ジャーマンスープレックス
裏投げ
バズソーキック
仰向けになった相手の上半身を起こして相手の左側頭部を振り抜いた右足の甲で蹴り飛ばす。
各種キック

## タイトル歴
- WDW6人タッグ王座

## 入場曲
- 龍焔